# John Dillinger
John Herbert Dillinger (Indianápolis, 22 de junho de 1903 - Chicago, 22 de julho de 1934) foi um ladrão de bancos norte-americano, considerado por alguns como um criminoso perigoso, e por outros idolatrado como um Robin Hood do século XX. Isto porque muitos americanos culpavam os bancos pela depressão dos anos 30 e Dillinger só roubava bancos. 
Dillinger ganhou o apelido de "Jackrabbit" por sua rapidez nos assaltos e fugas da polícia. Além disso, era uma figura atlética, tendo sido considerado um bom jogador de basebol quando estivera na prisão.  Suas ações, assim como a de outros criminosos dos anos 30, como Bonnie e Clyde e Ma Barker, dominaram a atenção da imprensa, que passou a chamá-los de "inimigos públicos" (public enemy), entre 1931 e 1935, época em que o FBI se desenvolveu.

## Biografia

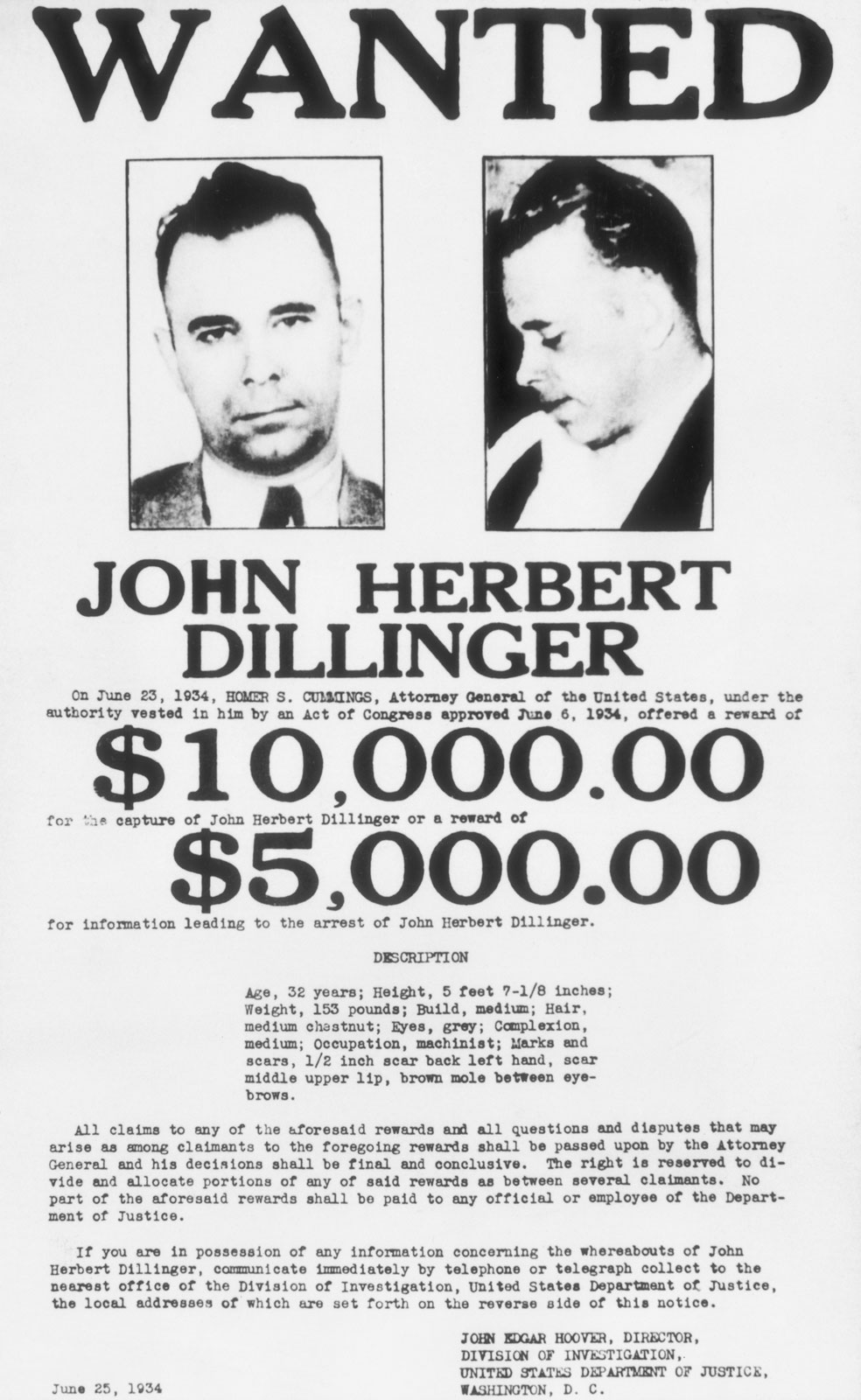
Cartaz da polícia com fotos do criminoso

Dillinger nasceu em Indianápolis, Indiana. Filho de John Wilson Dillinger (1864-1943) com a primeira esposa Mary Ellen "Mollie" Lancaster (1860-1907). Se alistou na Marinha, mas desertou poucos meses depois.  Em seguida, Dillinger voltou para Indiana e se casou em 12 de abril de 1924 com Beryl Ethel Hovious.  Entretanto teve dificuldades em arrumar emprego fixo e manter seu casamento.
Dillinger se tornou criminoso e foi preso em 1924 na Cadeia Estadual de Indiana.  Atrás das grades conheceu ladrões de bancos perigosos como Harry Pierpont de Muncie (Indiana) e Russell "Boobie" Clark de Terre Haute.  Trabalhou na lavanderia da prisão e assim ajudou uma fuga de Pierpont, Clark e outros.  Dillinger ficou preso na Cadeia de Indiana até 1933, quando foi solto por liberdade condicional.  Ao sair, se juntou aos criminosos que ajudara. Graças a notoriedade adquirida pelo criminoso, o grupo ficou conhecido como "a primeira gangue de Dillinger" que, além de Pierpont e Clark, ainda contava com Charles Makley, Edward W. Shouse Jr., Harry Copeland, "Oklahoma Jack" Clark, Walter Dietrich e John "Red" Hamilton. Homer Van Meter e Lester Gillis (Baby Face Nelson) formariam a "segunda gangue de Dillinger", após a fuga dele de Crown Point (Indiana). 
Segundo a imprensa, Dillinger usava diferentes golpes em seus roubos a banco: se disfarçou de vendedor de alarmes de segurança em Indiana e Ohio. De outra vez sua gangue se passou por uma companhia cinematográfica que queria encenar um roubo a banco. Se dizia que a gangue de Dillinger roubara cerca de $ 300.000 dolares (correspondente a 5 milhões de dolares atuais) de dezenas de bancos. 
Poucos meses depois da saída da Cadeia Estadual de Indiana, ele voltou à prisão, em Lima (Ohio), mas sua gangue o libertou, assassinando o xerife Jessie Sarber. A maior parte da quadrilha foi capturada no fim do ano em Tucson, Arizona durante um incêndio no Historic Hotel Congress. Dillinger foi preso e enviado para a cadeia de Crown Point, Indiana. Ele foi processado por suspeita do homicídio do guarda William O'Malley durante um tiroteio em um banco em East Chicago, Indiana. 
Durante os procedimentos do processo, foi tirada uma famosa fotografia de Dillinger apontando uma arma para o promotor Robert Estill.
Em 3 de março de 1934, Dillinger fugiria de Crown Point. O bandido aparentemente usou uma arma moldada atráves de uma barra de sabão, fato explorado no folclore sobre gângsters. Essa fuga trouxe constrangimentos a xerife Lillian Holley, que ameaçou Dillinger de morte.
Dillinger cruzou a fronteira de Indiana-Illinois num carro roubado, cometendo um crime federal que o colocou sob a mira do FBI. 
Em abril, a quadrilha apareceu em Manitowish Waters, Wisconsin, procurando um esconderijo. Eles foram denunciados à promotoria de Chicago, que contatou o FBI. Logo uma equipe de agentes liderados por Hugh Clegg e Melvin Purvis cercou o esconderijo, mas os bandidos foram avisados. No tiroteio que se seguiu a quadrilha fugiu em debandada. O agente W. Carter Baum foi atingido e morto por "Baby Face" Nelson. 
No verão de 1934, Dillinger sumiu de circulação. Ele foi para Chicago e usou o nome de Jimmy Lawrence. Arranjou a namorada Polly Hamilton, que não sabia da sua identidade. Mas o FBI encontrou seu carro, logo deduzindo que estava na cidade.

### Morte

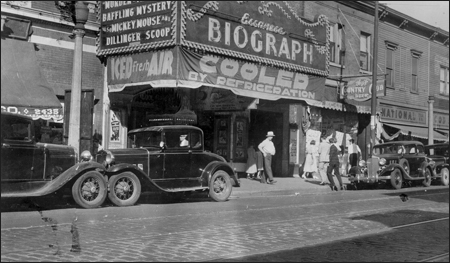
Foto de 1934 do Biograph Theater

Dillinger havia ido ao cinema assistir o filme de gângsters Manhattan Melodrama no Biograph Theater em Lincoln Park, com sua namorada Polly e com Ana Cumpanas (conhecida por Anna Sage). Sage estava com problemas de imigração e fez um acordo com Purvis e o FBI para emboscar Dillinger. Ela não disse ao certo o cinema que iriam, então a equipe de agentes se dividiu em dois locais. Na saída do cinema escolhido, os agentes atiraram, matando-o. Dillinger foi baleado três vezes, sendo atingido no coração. 
Sage usou um vestido laranja, para que os agentes a identificassem. A luz artificial distorceu a cor, fazendo com que surgisse o mito da "dama de vermelho", um personagem traiçoeiro. Mesmo tendo colaborado com o FBI, Sage foi deportada para Romênia em 1936, onde morreria onze anos depois.
Dillinger foi enterrado no Cemitério de Crown Hill em Indianápolis. 
Em 2006 o Discovery Channel exibiu o documentário The Dillinger Conspiracy, no qual se sugeriu que o sargento da polícia de Chicago, Martin Zarkovich, era quem estava com a arma identificada como a de onde partiu a bala que matou Dillinger.

## Cultura popular
- Johnny Depp interpreta Dillinger em Public Enemies, filme norte-americano de 2009.
- Dillinger é interpretado por um ator que faz papel de estátua de cera no seriado Chapolin Colorado em um episódio intitulado O ladrão do museu de cera, de 1977, obra do comediante Chespirito.
- Dillinger apareceu na novela de Kurt Vonnegut, Timequake.
- Existe a banda de mathcore chamada The Dillinger Escape Plan.
- Outra banda, de punk rock se chamou Dillinger Four.
- Elton John em sua canção "The Ballad of Danny Bailey" de 1973 do disco Goodbye Yellow Brick Road incluiu o verso "Dillinger's dead" no refrão.
- Humphrey Bogart' interpretou Duke Mantee no filme The Petrified Forest, um personagem baseado em Dillinger, com o mesmo corte de cabelo e estilo de roupa.
- John Dillinger é um dos principais personagens da série de livros de ficção científica The Illuminatus! Trilogy, de Robert Shea e Robert Anton Wilson.
- Stephen King escreveu um conto chamado "The Death of Jack Hamilton", publicado em Everything's Eventual: 14 Dark Tales, em que Dillinger é o personagem principal.
- Dillinger aparece como jurado em Os Simpsons, no episódio "Treehouse of Horror IV".
- Foi parodiada a fuga de Dillinger com uma arma falsa, por Woody Allen em seu filme de 1971 Take the Money and Run. No filme, a arma derrete com a chuva.
- Há uma citação em "O arco-íris da gravidade", de Thomas Pynchon, sobre John Dillinger.
- Willian S. Burroughs dedica um poema, "Thanksgiving prayer" para Dillinger.
- Em The Walking Dead, Rick Grimes diz "É, esse sou eu, tão mortal quanto Dilinger" ao ser questionado sobre sua ocupação e o motivo do seu ferimento.